# Scleria depressa
Scleria depressa là loài thực vật có hoa trong họ Cói. Loài này được (C.B.Clarke) Nelmes miêu tả khoa học đầu tiên năm 1952.